# امرگادهی
امرگادهی (به لاتین: Amargadhi) یک منطقهٔ مسکونی در نپال است که در Mahakali Zone واقع شده‌است.

## خصوصیات
امرگادهی ۱۸٬۳۹۰ نفر جمعیت دارد.